# Henri Grégoire
(Henri Grégoire, in Journal officiel de la Convention Nationale. Processo verbale della seduta del 21 settembre 1792, p. 11.)
Henri Jean-Baptiste Grégoire, comunemente chiamato abbé Grégoire (Vého, 4 dicembre 1750 – Parigi, 20 maggio 1831), è stato un presbitero e politico francese, vescovo costituzionale di Blois, dimesso dallo stato clericale dalla Chiesa di Roma.
Tra i capi della Rivoluzione, giacobino e montagnardo, propugnò l'abolizione dei privilegi, della pena di morte (anche durante il Terrore) e della schiavitù, aderì alla Costituzione civile del clero e sostenne l'instaurazione del suffragio universale. Fu il fondatore del Conservatorio nazionale francese delle arti e mestieri. Durante la restaurazione francese si oppose al partito monarchico, che era sostenuto dalla maggioranza dei cattolici, venendo fatto dimettere dal Parlamento ad opera degli Ultrarealisti nel 1819 su spinta del cancelliere austriaco Metternich.

## Biografia

### Curato di campagna
Figlio di artigiani (suo padre era un modesto sarto) nacque a Vého, presso Lunéville, nel 1750. Compì gli studi in un collegio gesuitico a Nancy e divenne quindi curato a Emberménil.
Nello svolgere la sua missione pastorale, si occupò dell'istruzione dei suoi parrocchiani, creando una biblioteca a tutti accessibile e dotandola di numerose opere di agronomia. Cercò di aiutare gli agricoltori a razionalizzare il lavoro per aumentare la produzione.
Viaggiò molto e incontrò anche fedeli di altre religioni: in particolare entrò in contatto con un pastore protestante e nel 1787 pronunciò un discorso all'inaugurazione della sinagoga di Lunéville. Partecipò alla vita intellettuale della sua provincia e fu socio corrispondente di diverse accademie. Nel 1783 ricevette la corona dall'Accademia di Nancy per il suo Éloge de la poésie ("Elogio della poesia") e nel 1788 dall'Accademia di Metz (insieme con un ebreo polacco Zalkind Hourwitz, e l'avvocato protestante Thiéry) per il suo Essai sur la régénération physique et morale des Juifs ("Saggio sulla rigenerazione fisica e morale dei Giudei"), che fu tradotto in Inghilterra l'anno seguente.

### Grégoire e la Rivoluzione francese: il pretecitoyen
Eletto deputato agli Stati generali del 1789 dal clero del Baliato di Nancy si fa subito notare, in quanto assertore dell'unione fra il basso clero e il terzo stato ed è infatti uno dei primi membri del clero che accoglie l'invito del terzo stato a riunirsi congiuntamente quale assemblea nazionale. Questa, infatti, fu costituita su invito dello stesso Grégoire, che venne poi raccolto dall'abate Sieyès, nonostante alcune riserve di Mounier e di Mirabeau. Grégoire presiedette per ben 62 ore consecutive proprio la riunione dell'assemblea il giorno della presa della Bastiglia e tenne in quest'occasione un veemente discorso contro i nemici della nazione.
Contribuì alla redazione della Costituzione civile del clero, approvata dall'Assemblea nel luglio 1790, e fu presto considerato il capo della Chiesa costituzionale francese. Una volta intervenuta la condanna della Costituzione civile del clero ad opera di Papa Pio VI e la conseguente spaccatura del clero in costituzionalisti e preti refrattari, Grégoire sarà considerato sostanzialmente il capo della chiesa costituzionale.
Nell'Assemblea costituente reclamò non solo la totale abolizione dei privilegi, ma anche il suffragio universale. Moltiplicò gli scritti a favore delle persone nere e contribuì al voto per l'abolizione della schiavitù (in seguito ristabilita da Napoleone e quindi nuovamente abolita con un decreto del 27 aprile 1848 di Victor Schoelcher). Come Schoelcher, fu membro della Massoneria. Fu uno dei principali artefici del riconoscimento dei diritti civili e politici agli Ebrei, sanzionato dal decreto del 27 settembre 1791.
Nominato vescovo costituzionale di Blois nel 1791, venne eletto alla Convenzione nazionale e rieletto ancora deputato alla Convenzione per il dipartimento del Loir-et-Cher. Grégoire si occupò della riorganizzazione della scuola e fu uno dei membri più attivi del "Comitato per l'Istruzione pubblica". Nell'ambito di questo comitato intraprese una grande inchiesta sui dialetti locali (patois) per favorire l'uso del francese. Nel 1794 istituì il Conservatoire National des Arts et Métiers (o CNAM, "Conservatorio nazionale delle arti e mestieri"), tuttora esistente. Ideò inoltre il Bureau des longitudes ("Ufficio delle lunghezze") che aveva per obiettivo di migliorare il trasporto marittimo attraverso una migliore conoscenza delle distanze.
Malgrado il Terrore, non smise di sedere alla Convenzione e non esitò a condannare vigorosamente la scristianizzazione della Francia degli anni 1793-94, rischiando diverse volte di essere arrestato. Durante il processo di Luigi XVI non votò a favore della sua morte essendo visceralmente contrario alla pena di morte, persino per colui che qualificava come "tiranno".
Egli si oppose pure, nel 1794, alla distruzione generalizzata ad opera dei rivoluzionari dei beni cultuali e artistici associati all'ancien règime, coniando nell'occasione il termine vandalismo, utilizzato nei suoi tre monumentali Rapporti del 1794 alla Convenzione (Rapporti sulla distruzione realizzata da vandalismo, op. cit., J.L. Sax, p. 1149; "Vandalism", Oxford English Dictonary, 2ª ed.).
Nel 1795 creò con i vescovi costituzionali Saurine e Debertier e con alcuni laici, la Société Libre de Philosophie Chrétienne ("Società libera di filosofia cristiana"), che aveva come scopo la ripresa degli studi teologici che si erano interrotti con la Rivoluzione, di lottare contro la scristianizzazione e contro la teofilantropia e contro il culto dell'Essere supremo. Organo di questa società fu il giornale Annales de la religion ("Annali della religione"), soppresso in seguito da Napoleone dopo il Concordato. Operò inoltre per la riabilitazione di Port-Royal-des-Champs, pubblicando nel 1801 e ancora nel 1809 Les Ruines de Port Royal des Champs ("Le rovine di Port-Royal-des-Champs") che mettevano in valore le virtù delle religiose gianseniste e dei "Solitari": questo scritto contribuì alla nascita del mito di Port-Royal come centro intellettuale e di resistenza all'assolutismo.
Sotto il Direttorio si sforzò di riorganizzare la Chiesa costituzionale: indisse con i vescovi costituzionali due concili nazionali (1797 e 1801), per tentare l'istituzione di una vera Chiesa gallicana. Nel 1799 pubblicò il Projet de réunion de l'Eglise russe à l'Eglise latine ("Progetto di riunione della Chiesa russa alla Chiesa latina"). Nel 1802 divenne senatore e tentò di opporsi alla firma del Concordato. Fedele alle sue convinzioni repubblicane, continuò a fregiarsi del titolo di "vescovo costituzionale di Blois" (lo storico Jules Michelet lo definisce l'uomo à la "tête de fer" o "dalla testa di ferro").

### L'oppositore
Durante l'Impero e la Restaurazione, Grégoire scrisse numerose opere, in particolare una storia delle sette in due volumi del 1810. Egli è membro del Senato, dove è uno dei rari irriducibili oppositori di Napoleone.
Alla Restaurazione è escluso da tutte le funzioni pubbliche, ma, già nel 1819, è eletto deputato nell'Isère, ma l'ira degli ultrarealisti lo costringe a lasciare la Camera dei deputati. Pure la sua elezione all'Accademia francese è respinta per il suo repubblicanesimo.
Muore a Parigi, dove l'arcivescovo legittimista Hyacinthe-Louis de Quélen si oppone a che gli siano impartiti gli ultimi sacramenti, se Grégoire non rinuncia al giuramento alla Costituzione civile del clero. Malgrado Grégoire rifiuti, il sacerdote che lo assiste, abbé Guillon, non segue le direttive del vescovo e acconsente alle richieste del morente. La gerarchia ecclesiastica rifiuterà tuttavia di aprire la chiesa per i funerali di Grégoire, il quale sarà sepolto al cimitero di Montparnasse.
Le ceneri di Grégoire sono state trasferite al Panthéon il 12 dicembre 1989 in occasione del bicentenario della Rivoluzione, insieme a quelle di Monge e Condorcet.

## Edizioni in italiano
- Henri Grégoire (a cura di Mariagrazia Meriggi), La rigenerazione degli ebrei. La questione ebraica alla vigilia della rivoluzione francese, Roma, Editori Riuniti, 2000.
- Henri Grégoire, (trad. it. D. Costantini e A. Piepoli), La nobiltà della pelle, Medusa, 2007.
- Henri Grégoire, (trad. it. e cura di Luigi Recupero), Non uccidete il re. Per la laicità. Antologia ragionata 1789-1798, Milano, Selene, 2008.
- Henri Grégoire (a cura di Tommaso Visone), Sulla tratta e la schiavitù dei neri e dei bianchi. Scritto da un amico degli uomini di tutti i colori, Roma, Castelvecchi, 2021.

## Araldica
| Stemma | Descrizione                               | Blasonatura |
| \| \|  | Henri Grégoire Conte senatore dell'Impero | Partito semitroncato: al primo da conte senatore dell'impero francese; al secondo d'argento; al terzo di rosso al pastorale d'oro posto in sbarra e alla mitra dello stesso posta in banda, caricati dalla croce del Calvario trifogliata dello stesso, attraversante, sormontata da un galero di verde con sei nappe per lato. Ornamenti esteriori da conte senatore dell'impero francese, commendatore dell'Ordine della Legion d'onore. |
|        |                                           | |